# Assentaments antics a Turquia

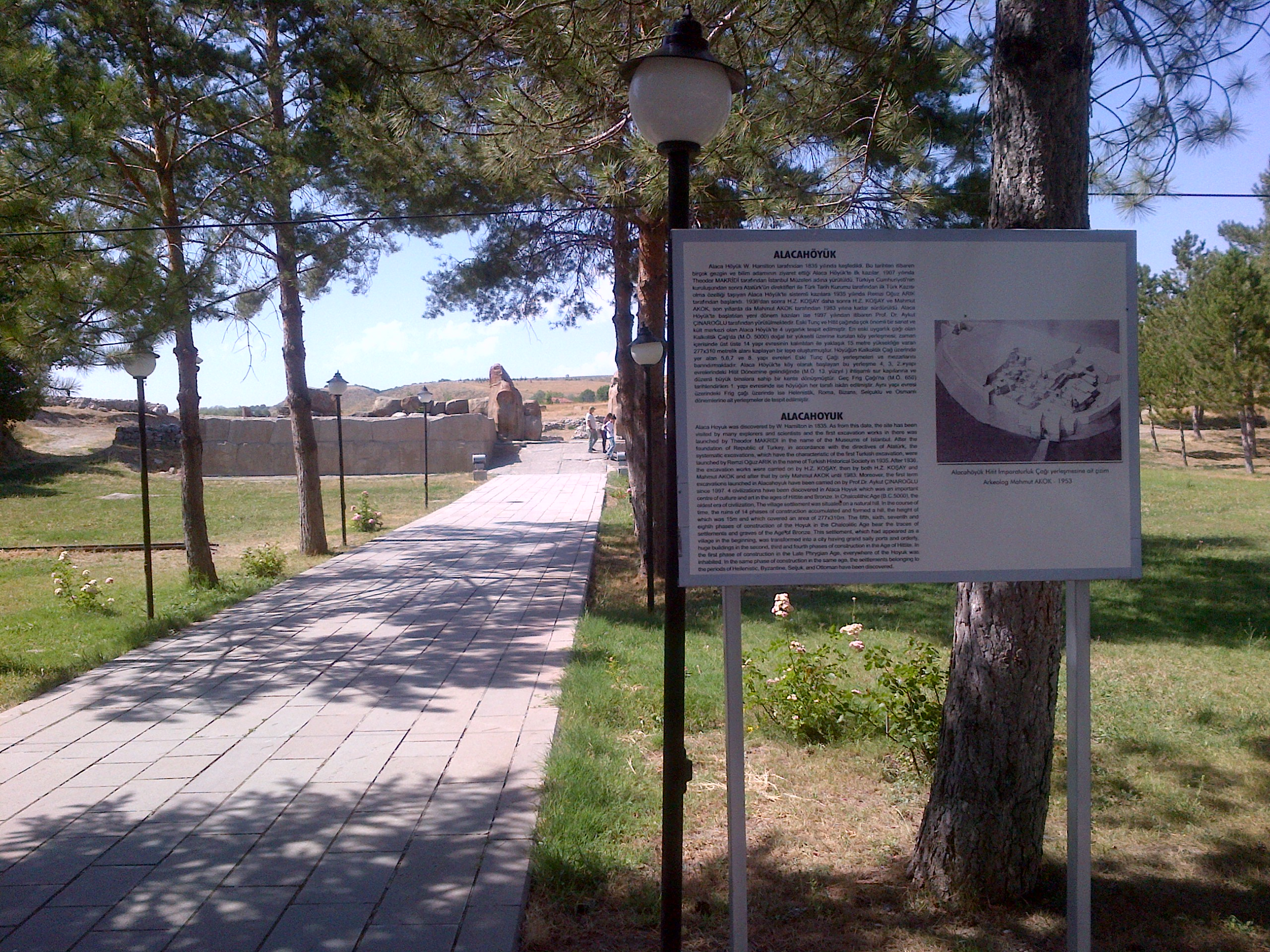
Alacahöyük, Çorum.

Aquesta és una llista d'antics assentaments humans a Turquia. Hi ha innumerables ruïnes d'antics assentaments disperses per tot el territori. Algunes provenen de l'època neolítica, mentre que la majoria eren assentaments hitites, frigis, lidis, jònics, urartis, etc. Cal fer notar que aquesta llista no és ni pretén ser exhaustiva. El conjunt de ruïnes i llocs antics documentats és molt extens. D'altra banda, cal assenyalar que:
- No es mostren aquells assentaments que encara avui persisteixen (com ara (Adana, Amasya, Ankara, İstanbul, Tars, etc.). Aquests assentaments no s'han inclòs a la llista, llevat que existeixi article separat per a ells.
- No es mostren tampoc alguns antics assentaments, que van ser documentats en el seu temps i són coneguts pel nom, però la ubicació exacta dels quals és incerta (per exemple Washukanni, la capital de Mittani).

| Nom de l'assentament                  | Província           | Notes                                              |
| ------------------------------------- | ------------------- | -------------------------------------------------- |
| Egospòtam                             | Çanakkale           |                                                    |
| Eges                                  | Manisa              |                                                    |
| Alabanda                              | Aydın               |                                                    |
| Alacahöyük                            | Karahisar, Çorum    |                                                    |
| Alalakh                               | Hatay               |                                                    |
| Alexandria de la Tròada               | Çanakkale           |                                                    |
| Alinda                                | Aydın               |                                                    |
| Alişar Hüyük                          | Yozgat              |                                                    |
| Al·lianos                             | Esmirna             |                                                    |
| Altıntepe                             | Erzincan            |                                                    |
| Amòrion                               | Afyonkarahisar      |                                                    |
| Amizó                                 | Aydın               |                                                    |
| Anazarbe                              | Adana               |                                                    |
| Aní                                   | Kars                |                                                    |
| Antigonea                             | Hatay               |                                                    |
| Antioquia de l'Orontes                | Hatay               |                                                    |
| Antioquia del Meandre                 | Aydın               |                                                    |
| Antioquia de Pisídia                  | Isparta             |                                                    |
| Antioquia del Taure                   | Gaziantep           |                                                    |
| Antioquia d'Isàuria                   | Mersin              |                                                    |
| Antiochia ad Cragum                   | Antalya             |                                                    |
| Antioquia de Cilícia                  | Adana               |                                                    |
| Antioquia de Mesopotàmia              | Şanlıurfa           |                                                    |
| Apamea de l'Èufrates                  | Şanlıurfa           |                                                    |
| Apamea de Frígia                      | Afyonkarahisar      |                                                    |
| Apamea de Bitínia                     | Bursa               |                                                    |
| Afrodísias de Cària                   | Aydın               |                                                    |
| Afrodísias de Cilícia                 | Mersin              |                                                    |
| Apol·lònia de Mísia                   | Esmirna             |                                                    |
| Apol·lònia del Ríndacos               | Bursa               |                                                    |
| Apros                                 | Tekirdağ            |                                                    |
| Ariassos                              | Antalya             |                                                    |
| Arsínoe                               | Mersin              |                                                    |
| Arycanda                              | Antalya             |                                                    |
| Aspendos                              | Antalya             |                                                    |
| Assos                                 | Çanakkale           |                                                    |
| Atarneu                               | Esmirna             |                                                    |
| Beycesultan                           | Denizli             |                                                    |
| Karkemiš                              | Gaziantep           | Capital dels Estats siro-hitites                   |
| Càrdia                                | Çanakkale           |                                                    |
| Carianda                              | Muğla               |                                                    |
| Çatal Hüyük                           | Konya               |                                                    |
| Çayönü                                | Diyarbakır          |                                                    |
| Cebrene                               | Çanakkale           |                                                    |
| Celenes                               | Afyon               |                                                    |
| Cèram                                 | Muğla               |                                                    |
| Calcedònia                            | İstanbul            |                                                    |
| Cios (moderna ciutat de Gemlik)       | Bursa               |                                                    |
| Colofó                                | Esmirna             |                                                    |
| Comana de Capadòcia                   | Adana               | Capital de Kizzuwatna                              |
| Comana del Pont                       | Tokat               |                                                    |
| Còricos                               | Mersin              |                                                    |
| Cremna                                | Burdur              |                                                    |
| Cime                                  | Esmirna             |                                                    |
| Cirros                                | Kilis               |                                                    |
| Cízic                                 | Balıkesir           |                                                    |
| Dara                                  | Província de Mardin |                                                    |
| Derbe                                 | Konya               |                                                    |
| Branquídia                            | Aydın               |                                                    |
| Docímia                               | Afyonkarahisar      |                                                    |
| Domuztepe                             | Kahramanmaraş       |                                                    |
| Dorilèon                              | Eskişehir           |                                                    |
| Drusipara                             | Kırklareli          |                                                    |
| Edessa                                | Şanlıurfa           |                                                    |
| Sebaste de Cilícia                    | Mersin              |                                                    |
| Efes                                  | Esmirna             | era el lloc on s'ubicava el Temple d'Àrtemis       |
| Epifania                              | Mersin              |                                                    |
| Èritres de Jònia                      | Esmirna             |                                                    |
| Eucàita                               | Çorum               |                                                    |
| Euromus                               | Muğla               |                                                    |
| Faustinòpolis                         | Niğde               |                                                    |
| Gàmbrion                              | Esmirna             |                                                    |
| Germanicòpolis de Bitinia             | Bursa               |                                                    |
| Gòrdion                               | Ankara              | Capital de Frígia                                  |
| Göbeklitepe                           | Şanlıurfa           |                                                    |
| Gözlükule (moderna ciutat de Tars)    | Mersin              |                                                    |
| Grinea                                | Esmirna             |                                                    |
| Hacilar                               | Burdur              |                                                    |
| Halicarnàs (moderna ciutat de Bodrum) | Muğla               | era el lloc on es trobava el Mausoleu d'Halicarnàs |
| Haran                                 | Şanlıurfa           |                                                    |
| Hattusa                               | Çorum               | Capital de l'Imperi Hitita                         |
| Heraclea Cibistra                     | Konya               |                                                    |
| Hieràpolis de Frígia                  | Denizli             |                                                    |
| Hüseyindede Tepe                      | Çorum               |                                                    |
| Iasos                                 | Muğla               |                                                    |
| Ibora                                 | Tokat               |                                                    |
| Irenòpolis d'Isàuria                  | Karaman ¿?          |                                                    |
| Issos                                 | Hatay               |                                                    |
| Kalehöyük                             | Kırşehir            |                                                    |
| Kandyba                               | Antalya             |                                                    |
| Kültepe                               | Kayseri             |                                                    |
| Karatepe                              | Osmaniye            |                                                    |
| Caune                                 | Muğla               |                                                    |
| Kayaköy                               | Muğla               |                                                    |
| Kerkenes                              | Yozgat              |                                                    |
| Cibira                                | Burdur              |                                                    |
| Meydancık Kale                        | Mersin              |                                                    |
| Clazòmenes                            | Esmirna             |                                                    |
| Cnidos                                | Konya               |                                                    |
| Ruïnes d'Üçayak                       | Mersin              |                                                    |
| Laodicea Combusta                     | Konya               |                                                    |
| Laodicea del Licos                    | Denizli             |                                                    |
| Laodicea Pòntica                      | Samsun              |                                                    |
| Latmos                                | Aydın               |                                                    |
| Lèbedos                               | Esmirna             |                                                    |
| Limantepe                             | Esmirna             |                                                    |
| Lisimaquea de Tràcia                  | Çanakkale           |                                                    |
| Magnèsia del Meandre                  | Aydın               |                                                    |
| Mal·los                               | Adana               |                                                    |
| Melid                                 | Malatya             |                                                    |
| Mamure kalesi                         | Mersin              |                                                    |
| Metròpolis de Lídia                   | Esmirna             |                                                    |
| Mezgitkale                            | Mersin              |                                                    |
| Milet                                 | Aydın               | Ciutat principal de la Confederació jònica         |
| Mocís                                 | Kırşehir            |                                                    |
| Mopsuèstia                            | Adana               |                                                    |
| Mindos                                | Muğla               |                                                    |
| Mira (moderna ciutat de Demre)        | Antalya             |                                                    |
| Miriandros                            | Hatay               |                                                    |
| Miünt                                 | Aydın               |                                                    |
| Nevalı Çori                           | Şanlıurfa           |                                                    |
| Nicomèdia (moderna ciutat d'İzmit)    | Kocaeli             | Capital de la regió de Bitínia                     |
| Nicòpolis del Pont                    | Sivas               |                                                    |
| Niksar                                | Tokat               |                                                    |
| Nòtion                                | Aydın               |                                                    |
| Nisa                                  | Aydın               |                                                    |
| Nissa                                 | Aksaray             |                                                    |
| Enoanda                               | Muğla               |                                                    |
| Olba                                  | Mersin              |                                                    |
| Orèsties                              | Edirne              |                                                    |
| Patara                                | Antalya             |                                                    |
| Pepuza                                | Uşak                |                                                    |
| Perge                                 | Antalya             |                                                    |
| Pèrgam                                | Esmirna             |                                                    |
| Perperene                             | Esmirna             |                                                    |
| Pessinunt                             | Eskişehir           |                                                    |
| Faselis                               | Antalya             |                                                    |
| Focea                                 | Esmirna             |                                                    |
| Pinara                                | Muğla               |                                                    |
| Pítane                                | Esmirna             |                                                    |
| Pompeiòpolis                          | Kastamonu           |                                                    |
| Priene                                | Aydın               |                                                    |
| Buruixkhanda                          | Aksaray             |                                                    |
| Rhosus                                | Hatay               |                                                    |
| Sagalassos                            | Antalya             |                                                    |
| Sakçagözü                             | Gaziantep           |                                                    |
| Sam'al                                | Gaziantep           |                                                    |
| Samòsata                              | Adıyaman            | Capital de Commagena                               |
| Sapinuwa                              | Çorum               |                                                    |
| Sardes                                | Manisa              | Capital del Regne de Lídia                         |
| Selèucia de Pamfília                  | Antalya             |                                                    |
| Selèucia de Piera                     | Hatay               |                                                    |
| Selèucia Sidera                       | Isparta             |                                                    |
| Selge                                 | Antalya             |                                                    |
| Sestos                                | Çanakkale           |                                                    |
| Side                                  | Antalya             |                                                    |
| Sigeu                                 | Çanakkale           |                                                    |
| Sil·lió                               | Antalya             |                                                    |
| Escepsis                              | Çanakkale           |                                                    |
| Esmirna                               | Esmirna             |                                                    |
| Solos                                 | Mersin              |                                                    |
| Estratonicea de Lídia                 | Manisa              |                                                    |
| Estratonicea de Cària                 | Muğla               |                                                    |
| Sultantepe                            | Şanlıurfa           |                                                    |
| Ruïnes de Tapureli                    | Mersin              |                                                    |
| Tavium                                | Yozgat              |                                                    |
| Tell Tayinat                          | Hatay               |                                                    |
| Telmessos (moderna ciutat de Fethiye) | Muğla               |                                                    |
| Temnos                                | Esmirna             |                                                    |
| Teos                                  | Esmirna             |                                                    |
| Termessos                             | Antalya             |                                                    |
| Tille Höyük                           | Adıyaman            |                                                    |
| Tlos                                  | Antalya             |                                                    |
| Tokmar Kalesi                         | Mersin              |                                                    |
| Tripolis del Pont                     | Giresun             |                                                    |
| Troia (Hisarlik)                      | Çanakkale           | Capital de Wilusa                                  |
| Tuixkhan                              | Diyarbakır          |                                                    |
| Tuixpa                                | Van                 | Capital d'Urartu                                   |
| Tíana                                 | Niğde               |                                                    |
| Tímion                                | Uşak                |                                                    |
| Xantos                                | Antalya             |                                                    |
| Yazılıkaya                            | Çorum               |                                                    |
| Yeniyurt Kalesi                       | Mersin              |                                                    |
| Yumuktepe (moderna ciutat de Mersin)  | Mersin              |                                                    |
| Zaliscus                              | Samsun              |                                                    |
| Zeugma                                | Gaziantep           |                                                    |
| Zile                                  | Tokat               |                                                    |